# Škofljica
 Škofljica  es una localidad y municipio del centro de Eslovenia. Se encuentra en el borde oriental de las marismas que hay al sur de la capital, Liubliana. El conjunto del municipio forma parte de la región que tradicionalmente se conoce como Carniola Interior y ahora forma parte de la región estadística de  Eslovenia Central.
La parroquia de la población está dedicada a los Santos Cirilo y Metodio y pertenece a la Archidiócesis de Liubliana. Es un edificio moderno, construido en 1986.